# Château de Marcillé-Robert
Le château de Marcillé-Robert est un château-fort à l'état de ruines situé à Marcillé-Robert, en Ille-et-Vilaine. Il est situé sur les Marches de Bretagne. C’était une châtellenie relevant de la baronnie de Vitré et possédant un droit de haute justice. 
Il était dépourvu de donjon, mais constitué de cinq hautes tours, dont la plus haute mesure actuellement 11 m de haut.
Le château est possédé par la Communauté de communes de la Roche-aux-Fées depuis 2012.

## Historique
L’importance stratégique et économique du site est déjà perçu à l’époque gallo-romaine.

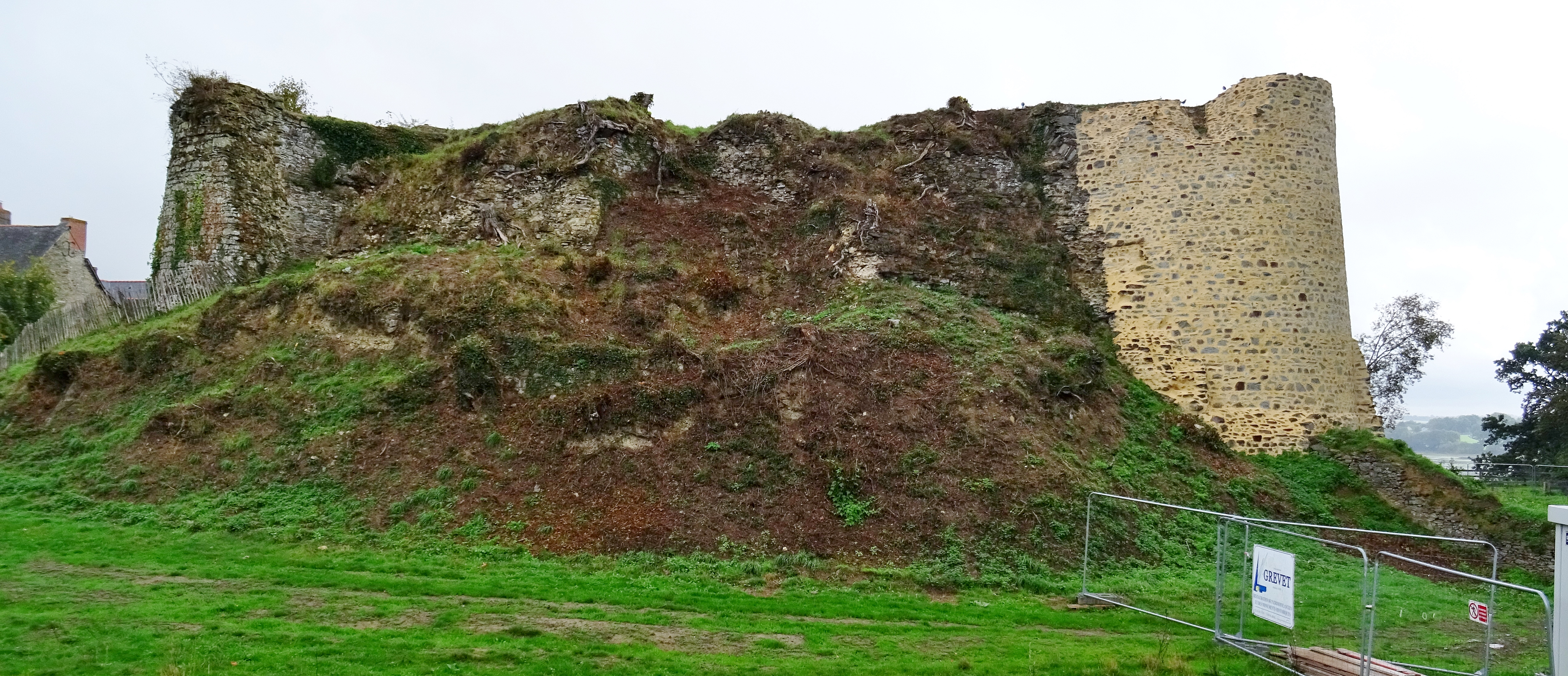
Le château de Marcillé-Robert vu du côté Ouest.

Dès le début du XIe siècle, est attestée à Marcillé une motte castrale où est actif Riwallon le Viaire, puissant seigneur breton et plus vieil ancêtre connu de la famille de Vitré. Le site est finalement délaissé par son petit-fils, Robert Ier, lorsque celui-ci, en guerre contre Briant Ier de Châteaubriant en 1049 et 1050, décide de déplacer le cœur de ses possessions vers Vitré. 
Marcillé reprend de l'importance dans la seconde moitié du XIIe siècle, lorsqu'est vraisemblablement édifié l'actuel château en pierre par Robert III de Vitré. Celui-ci réinvestit ainsi le bourg tandis que ses terres s'étendent considérablement vers le sud. La construction de la nouvelle forteresse se fait sur un promontoire rocheux dominant la Seiche, à environ trois cent mètres de la motte primitive qui, elle, se retrouve recouverte par l'étang. C'est, semble-t-il, à cette occasion qu'est adjoint au nom du village le prénom du bâtisseur du château, Robert.
Il est délaissé par les seigneurs au profit du château de Vitré. À la mort de Philippa de Vitré, le domaine échoit par alliance à la maison de Laval. Guy IX de Laval s'accommode avec sa belle-mère Jeanne de Brienne qui fait assigner son douaire sur la baronnie de Vitré et les dépendances du château de Marcillé, qu'elle choisit comme résidence.
Par héritage, la seigneurie de Marcillé passe de la famille de Vitré, à la famille de Laval, puis aux ducs de la Trémoille, qui la conserveront jusqu’à la Révolution française.  On comptait au château trois portes : l’une d’elles s'appelait la porte Morel. L’absence de bouche d’artillerie semble prouver que le château n'avait pas été adapté aux progrès de l’armement.
Les archives du château de Vitré, concernant la châtellenie de Marcillé, font souvent mention de Jean Meschinot parmi la suite du comte de Laval, Guy XIV de Laval se rendant de son château de Vitré à Châteaubriant ou à Nantes. En 1471, Jean Meschinot obtient du comte la charge de capitaine du château de Marcillé pour son fils Jean.
En 1470 et 1471, par exemple E. L. de Kerdaniel mentionne pas moins de huit ou dix de ces grandes dînées et couchées de la maison de Laval à Marcillé.
Le château est fortifié au XVe siècle. En 1488, l’armée de Louis II de la Trémoille occupe sans difficulté ni combat le château. En 1595, sur ordonnance royale, il est incendié et démantelé. On lit sur les registres de l'état civil de cette commune, en 1593 : Le chasteau de cette seigneurie, par commandement de Fay d'Aumont, maréchal de France, comte de Châteaubourg, gouverneur de l'armée du roy en Bretagne, A la requête de madame de Laval, fut démoli ce jour 8 mars et quinxaine d'avril 1595.
En 1799, les tours et masures du donjon sont vendues comme biens nationaux.
Le château fait l’objet d’une inscription au titre des monuments historiques depuis le 15 septembre 2017 et sa restauration devrait être achevée en 2025[réf. nécessaire].